# سكوب (فلم 2024)
سكوب هو فيلم درامي بريطاني سيرة ذاتية لعام 2024 من إخراج فيليب مارتن وبطولة جيليان أندرسون، كيلي هاويس، بيلي بايبر، وريفوس سويل. يقدم الفيلم إعادة سرد درامي لكواليس تأمين وتصوير مقابلة تلفزيونية مع الأمير أندرو في عام 2019 على قناة BBC، والتي أجرتها الصحفية إميلي ميتليس وفريق برنامج الأخبار نيوزنايت. استند السيناريو، الذي كتبه بيتر موفات وجيف بوسيتيل، إلى كتاب Scoops الصادر عام 2022 للمحررة السابقة لبرنامج نيوزنايت سام ماكاليستر.
تدور أحداث الفيلم حول النساء اللاتي تفاوضن مع قصر باكنغهام لتأمين "خبر العقد" في تلك المقابلة التلفزيونية، التي سلطت الضوء على علاقة الأمير أندرو بالمجرم الجنسي المدان جيفري إبستين واتهامات الاعتداء الجنسي من قبله على قاصر. كانت تلك المقابلة بمثابة الشرارة التي أدت إلى سقوط دوق يورك، ووُصفت لاحقًا بأنها لم تكن حادثة عابرة، بل "طائرة تصطدم بناقلة نفط، مما يسبب تسونامي ينتهي بانفجار نووي".

## حبكة الفيلم
يركز فيلم سكووب على الكواليس التي أدت إلى إجراء المقابلة الشهيرة التي أجراها الأمير أندرو مع الصحفية إيميلي ميتليس على قناة بي بي سي في عام 2019، والتي كانت حول علاقته بجيفري إبستين. القصة تدور حول سام ماكليستر، منتجة مبتدئة في برنامج نيوزنايت، التي تكتشف صورة تجمع الأمير أندرو مع إبستين وتقرر متابعة القصة. عبر تواصلها مع مساعدي الأمير، تتمكن من إقناعه بإجراء مقابلة تلفزيونية.
بينما يتعامل الفيلم مع الفوضى والضغوط التي تكتنف إعداد المقابلة، تظهر سام كالشخصية الرئيسية التي تمكنت من تحقيق السبق الصحفي رغم أنها كانت تُعتبر في البداية شخصًا غير مهم. على الجانب الآخر، يُعرض الأمير أندرو في الفيلم كالشخصية المتعجرفة والبعيدة عن الواقع، مما يُسهم في التصعيد الدرامي للمقابلة الكارثية التي تسببت في تدهور صورته. التركيز في الفيلم ليس فقط على المقابلة المثيرة للجدل، بل أيضًا على اللامبالاة الطبقية والتمييز الذي تتعرض له سام داخل هيئة الإذاعة البريطانية، في الوقت الذي تتصارع فيه مع تحدياتها الشخصية.
تركز المقابلة التلفزيونية ، التي تم بثها في 16 نوفمبر 2019، على علاقة أندرو مع مرتكب الجرائم الجنسية المدان إبستين واتهامات الاعتداء الجنسي من قبل أندرو على قاصر، وهو ما ينكره أندرو في عدة مناسبات. إن افتقاره إلى الندم والمساءلة على الشاشة - إلى جانب تصريحاته الغريبة وغير المنتظمة حول زيارة مطعم بيتزا في ووكينج وعدم قدرته الواضحة على التعرق، يُنظر إليه على نطاق واسع على أنه المحفز العام لسقوط الأمير أندرو. إنها أزمة علاقات عامة كبرى للعائلة المالكة ككل. وبعد فترة وجيزة، قرر الدوق التنحي عن واجباته الملكية. على الرغم من عدم الاعتراف بالذنب، توصل الأمير أندرو في أوائل عام 2022 إلى تسوية خارج المحكمة مقابل 12 مليون جنيه إسترليني لقضية مدنية رفعتها فيرجينيا جوفري بتهمة الاعتداء الجنسي المزعوم . غادر سام ماكاليستر هيئة الإذاعة البريطانية (BBC) في عام 2021 وهو الآن يدرس التفاوض في كلية لندن للاقتصاد.

## قصة الفيلم
يعتمد الفيلم على قصة حقيقية مكتوبة من قبل سام مكاليستر نفسها، حيث يتم تناول عملية تحضير لمقابلة إعلامية مع الأمير أندرو. الفيلم يظهر التوترات التي تحدث خلف الكواليس بين الصحافية ميتليس والأمير، بينما تركز الأحداث على معاناة مكاليستر في حياتها الشخصية والمهنية. الطبقية في فريق العمل وتهميش مكاليستر تجعلها تشعر بأنها من طبقة أقل، ما يزيد من عمق صراعها الداخلي. وعندما يصل الفيلم إلى لحظات المقابلة نفسها، يتصاعد التوتر بين الشخصيات ويصل إلى ذروته خلال المواجهة بين ميتليس والأمير أندرو، مما يخلق دراما مشوقة في النهاية.

## الممثلين
- جيليان أندرسون بدور إميلي مايتليس
- كيلي هاويس بدور أماندا ثيرسك
- بيلي بايبر بدور سام ماكاليستر
- روفوس سيويل بدور الأمير أندرو
- رومولا جاراي بدور إسمي رين
- ريتشارد جولدينج بدور ستيوارت ماكلين
- أماندا ريدمان بدور نيتا ماكاليستر
- كونور سويندلز بدور جاي دونيلي
- ليا ويليامز بدور فران أونسورث
- كولن ويلز بدور جيفري إبستين
- أويف هيندز بدور ريبيكا
- بول بوبلويل بدور المحرر
- أندرو ماكبين بدور توني هول
- تشاريتي ويكفيلد بدور الأميرة بياتريس
- زاك كولتون بدور لوكاس ماكاليستر

## إنتاج
تم الإعلان عن تعديل فيلم سكوب ضمن أخبار حصرية: خلف كواليس أكثر المقابلات إثارة للصدمة على قناة بي بي سي بقلم بيتر موفات الصادر عام 2022 للمنتج السابق لبرنامج سام ماكاليستر من برنامج نيوزنايت لصالح "نيوزنايت والتلفزيون وفولتاج تي في" في يوليو 2022. قال موفات إن التكيف كان يركز على "كيف حصل فريق الأخبار الليلة التابع لهيئة الإذاعة البريطانية على السبق الصحفي ولماذا وافق على القيام بذلك؟" سيتم إخراجه من قبل فيليب مارتن وإنتاجه من قبل هيلاري سالمون ورادفورد نيفيل لصالح The Lighthouse وسانجاي سينغال لصالح Voltage TV. تم الإعلان عن أندرسون، وسوييل، وهاويس، وبايبر كجزء من فريق التمثيل في فبراير 2023. وقال ماكاليستر، الذي كان مسؤولا جزئيا عن التفاوض وحجز الأمير، إنها كانت "لحظة عصيبة" أن يلعب دور بايبر. تم اختيار هاويس للعب دور السكرتيرة الخاصة السابقة للأمير أندرو أماندا ثيرسك.

## التصوير
بدأ التصوير الرئيسي في أوائل عام 2023. تم الكشف عن لقطات لأندرسون في زي مايتليس في المجموعة عبر الإنترنت في أواخر فبراير 2023.

## الإطلاق
تم إصدار الفيلم في 5 أبريل 2024 على نتفليكس.

## نقد الفيلم
حصل الفيلم على نقد إيجابي على موقع تجميع المراجعات، 76% من 84 مراجعة، بمتوسط تقييم 6.7/10. وينص إجماع الموقع على ما يلي: "يستخرج فيلم سكوب دراما مثيرة من قصته الواقعية، حتى لو ظلت لقطات المقابلة الفعلية مشاهدة متفوقة بلا شك". وقد منح موقع ميتاكريتيك الذي يستخدم متوسطًا مرجحًا، الفيلم درجة 63 من 100، بناءً على 19 ناقدًا، مما يشير إلى مراجعات "إيجابية بشكل عام".